# Juin 1949

## Événements
- Évacuation par les Américains de la Corée du Sud.

- 2 juin : Fin de la campagne de Shanghaï (en) (démarrée le 12 mai), qui voit les troupes de l'Armée populaire de libération, dirigées par Chén Yì s'emparer de la ville éponyme, au cours de la Guerre Civile Chinoise.

- 5 juin : Grand Prix automobile des Frontières.

- 12 juin[1] : naissance à Accra du Convention People's Party (CPP) d’une dissidence de l’UGCC (United Gold Coast Convention), dirigé par Kwame Nkrumah. Il s’appuie sur une base plus radicale essentiellement composée des différents mouvements de jeunesse du territoire regroupés au sein du CYO (Commitee of Youth Organisation).

- 19 juin : victoire de Louis Rosier au volant d'une Talbot au Grand Prix automobile de Belgique sur le Circuit de Spa-Francorchamps.

- 23 juin : échec de la conférence des Quatre sur le traité de paix allemand.

- 24 juin : premier vol du Brochet MB-60 Barbastrelle.

- 25 juin :
  - Husni al-Zaim est élu président de la République de Syrie comme candidat unique.
  - Départ de la dix-septième édition des 24 Heures du Mans.

- 26 juin :
  - constitution de l’ABAKO. Il est au départ une simple association de défense de la langue kongo, en particulier face à l’avancée du lingala (langue du commerce fluvial), puis se politisera à partir de 1954 sous la direction de Joseph Kasa-Vubu.
  - Victoire de Peter Seldon et Luigi Chinetti sur une Ferrari aux 24 Heures du Mans.

- 27 juin : élection fédérales. Les libéraux conservent le pouvoir. Louis St-Laurent (libéral) premier ministre du Canada.

- 29 juin : interdiction des mariages mixtes entre Européens et non-Européens en Afrique du Sud.

## Naissances
- 1er juin[2] : Irena Degutienė, femme politique, premier ministre de la Lituanie.
- 4 juin : Kikoka Gaytoni Toni, homme politique de la République démocratique du Congo.
- 5 juin : Jean-Marie Cambacérès, homme politique français.
- 7 juin : Ian Watson, basketteur australien.
- 11 juin :
  - Frank Beard, musicien américain, batteur du groupe ZZ Top.
  - Manolo Cortés, matador espagnol.
- 12 juin : Iouri Batourine, cosmonaute russe.
- 14 juin : Papa Wemba, chanteur congolais
- 15 juin : María Teresa Fernández de la Vega, femme politique espagnole, première vice-présidente du gouvernement en Espagne.
- 17 juin : Françoise Dorner, actrice française.
- 18 juin : Lech Kaczyński, homme politique polonais.
- 20 juin :
  - Ken Boshcoff, homme politique fédéral.
  - Lionel Richie, chanteur et musicien soul américain.
  - Simone Gbagbo, femme politique, historienne et syndicaliste ivoirienne.
- 21 juin : Jane Urquhart, femme de lettres.
- 22 juin :
  - Wayne Easter, homme politique de la circonscription fédérale de Malpeque.
  - Meryl Streep, actrice américaine.
  - Lindsay Wagner, actrice américaine.
- 25 juin : 
  - Patrick Tambay, coureur automobile de Formule 1.
  - Brigitte Bierlein, juriste et femme d'État autrichienne. juge en chef († 3 juin 2024).
- 28 juin : Amyas Morse, homme politique écossais.
- 30 juin : Alain Finkielkraut, philosophe, écrivain, essayiste et producteur de radio français.

## Décès
- 2 juin : François Blais, homme politique fédéral provenant du Québec.
- 5 juin : Émile Jennissen, homme politique belge (° 11 novembre 1882).